# Jakub Bělík
Jakub Bělík (* 15. Mai 2002 in Jaroměř) ist ein tschechischer Leichtathlet, der sich auf den Hochsprung spezialisiert hat.

## Sportliche Laufbahn
Erste internationale Erfahrungen sammelte Jakub Bělík im Jahr 2021, als er bei den U20-Europameisterschaften in Tallinn mit übersprungenen 2,13 m den achten Platz belegte. Anschließend gelangte er bei den U20-Weltmeisterschaften in Nairobi mit 2,10 m auf Rang sieben. 
2021 wurde Bělík tschechischer Hallenmeister im Hochsprung.

## Persönliche Bestleistungen
- Hochsprung: 2,16 m, 15. Juli 2021 in Tallinn
  - Hochsprung (Halle): 2,17 m, 21. Februar 2021 in Ostrava